# Huehuetla, Hidalgo
Huehuetla är en kommunhuvudort i Mexiko.   Den ligger i kommunen Huehuetla och delstaten Hidalgo, i den sydöstra delen av landet, 160 km nordost om huvudstaden Mexico City. Huehuetla ligger 426 meter över havet och antalet invånare är 22 927.
Terrängen runt Huehuetla är huvudsakligen lite bergig. Huehuetla ligger nere i en dal. Runt Huehuetla är det ganska tätbefolkat, med 104 invånare per kvadratkilometer. Huehuetla är det största samhället i trakten. I omgivningarna runt Huehuetla växer i huvudsak städsegrön lövskog.